# Distrito de Meilen
El distrito de Meilen es uno de los 12 distritos que forman el Cantón de Zúrich, en Suiza. Está situado al sur del mismo, ocupando buena parte del lado norte del Lago de Zúrich. Su capital es Meilen.

## Geografía
El distrito de Meilen limita al norte con los distritos de Zúrich, Uster y Hinwil, al este con See-Gaster (SG), al sur con Höfe (SZ), y al suroeste con Horgen.

## Comunas
| Distrito de Meilen | Distrito de Meilen     | Distrito de Meilen |
| Comunas            | Población (31.12.2008) | Superficie km²     |
| ------------------ | ---------------------- | ------------------ |
| Erlenbach          | 5179                   | 2.97               |
| Herrliberg         | 5815                   | 8.97               |
| Hombrechtikon      | 7822                   | 12.19              |
| Küsnacht           | 13 283                 | 12.35              |
| Männedorf          | 10 015                 | 4.78               |
| Meilen             | 12 194                 | 11.93              |
| Oetwil am See      | 4381                   | 6.09               |
| Stäfa              | 13 616                 | 8.59               |
| Uetikon am See     | 5654                   | 3.49               |
| Zollikon           | 12 154                 | 7.84               |
| Zumikon            | 4990                   | 5.44               |
| Total (11)         | 95 103                 | 84.64              |